# Grishneshwar

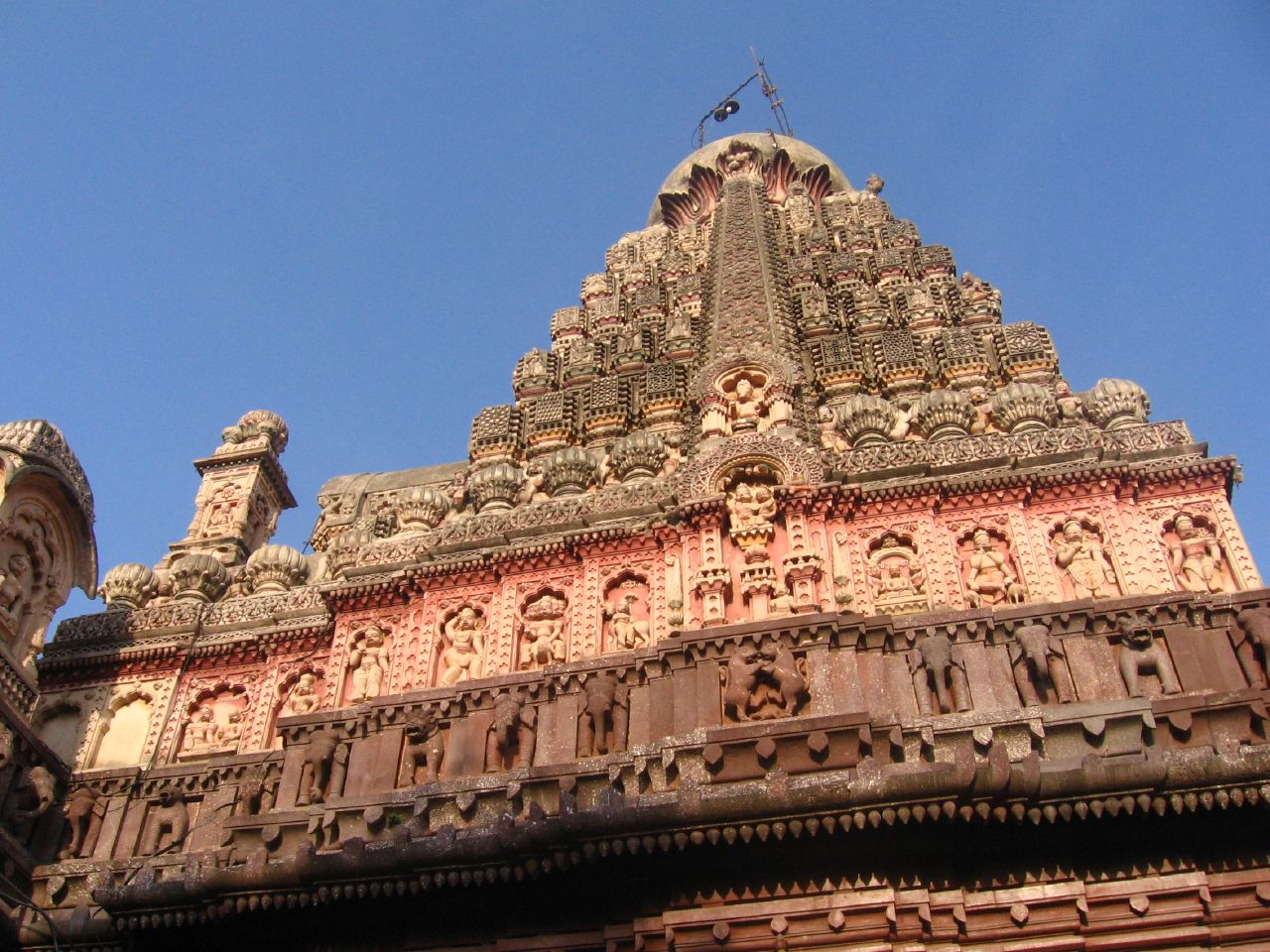
Templo de Grisnéshuar.

Grisneshuar, también conocido como Gusmeshuar, es uno de los doce yiotir-lingas (lugares sagrados dedicados al dios Shivá. El templo está situado en las cercanías de la ciudad fortificada de Daulatabad, de las cuevas de Ellora y de la ciudad de Aurangabad, en el estado de Maharastra (India).
Se dice que el templo fue renovado en el siglo XVI por Maloji Raje Bhosale, abuelo del emperador Shivaji (Chatra-Pati Shivayi Majarásh) fundador de la Confederación Maratha, y reconstruido más tarde por Ahilyabai Holkar, la reina filósofa de la dinastía Holkar.

## Leyenda
Una leyenda cuenta que un día, estando el dios Shivá con su esposa Párvati en este lugar, la diosa estaba triste, y Shivá, para animarla, clavó su tridente en el suelo y creó un lago llamado Shivalay. Más tarde, Parvati estaba haciendo sindur (la pasta de color rojo que se colocan las mujeres en la frente cuando están casadas). Mientras frotaba con el pulgar el polvo de color bermellón y lo mojaba con agua del lago, la pasta se convirtió en un lingam y se llenó de luz. Parvati instaló el lingam en este lugar y lo llamó Grisnéshuar, porque había sido creado por grisna (que quiere decir ‘fricción con el pulgar’).
En el Shivá-purana se cuenta que vino a vivir a este lugar un brahmán llamado Sudharma con su esposa Sudeha, pero puesto que ella no podía tener hijos y había que continuar con el linaje familiar, Sudeha instó a su hermana Ghushmá a tener relaciones con el brahmán. También le dijo que tenía que hacer 101 lingams y adorarlos sumergiéndolos en el lago Shivalai. Ghushma dio a luz a un niño, y lo trataban tan bien que Sudeha no pudo resistir la envidia y un día lo asesinó. Sin embargo, Ghushmá siguió adorando a Shivá y sumergiendo los lingams en el lago, de tal modo que un día vio surgir de las aguas ante ella a su niño resucitado. Ghushmá le prometió a Shivá que sería adorado eternamente en ese lugar, y el dios lo agradeció dando al santuario el nombre de Ghushmeshwar (‘el dios de Ghusmá’), para que aquella mujer fuera recordada siempre.